# Hemilea sibirica
Hemilea sibirica es una especie de insecto del género Hemilea de la familia Tephritidae del orden Diptera.

## Historia
Josef Aloizievitsch Portschinsky la describió científicamente por primera vez en el año 1891.